# Ferdinand I. Rumunský
Ferdinand I. Rumunský, rodným jménem Ferdinand Viktor Albert Meinrad von Hohenzollern-Sigmaringen (24. srpna 1865, Sigmaringen – 20. července 1927, Sinaia), byl druhý rumunský král z dynastie Hohenzollernů. Na trůn nastoupil 10. října 1914 po smrti svého strýce, krále Karla I., a vládl necelých 13 let až do své smrti. Za jeho vlády Rumunsko díky úspěchu na Pařížské mírové konferenci dosáhlo svého největšího územního rozmachu.

## Život a vláda
Budoucí král Ferdinand I. se narodil 24. srpna 1865 v Sigmaringenu v jižním Německu princi Leopoldu Hohenzollernskému a jeho ženě infantce Antonii Portugalské (1845–1913), dceři královny Marii II. Portugalské a krále Ferdinanda II. Portugalského.

### Následníkem rumunského trůnu
V době jeho narození nic nenasvědčovalo tomu, že by se mohl někdy stát vládcem Rumunska – i jeho strýc Karel jím byl zvolen teprve rok poté a králem se stal až roku 1881. Tehdy už však začínalo být zjevné, že se následníka nedočká (měl pouze jednu dceru, která zemřela ještě jako dítě) a že následnictví zřejmě přejde na linii jeho bratra a Ferdinandova otce Leopolda. Ten se za sebe tohoto nároku roku 1880 vzdal, stejně jako roku 1886 jeho prvorozený syn Vilém, pročež byl následníkem Karla I. roku 1889 rumunským parlamentem uznán právě Ferdinand.
10. ledna 1893 si v Sigmaringenu vzal za ženu Marii Edinburskou, dceru anglického prince Alfréda, vévody z Edinburghu a velkokněžny Marie Alexandrovny. Marie Edinburská byla vnučkou královny Viktorie a cara Alexandra II. a sestřenicí Mikuláše II.
Roku 1909 se stal v Rakousku 1174. rytířem Řádu zlatého rouna a v roce 1924 868. rytířem Podvazkového řádu.

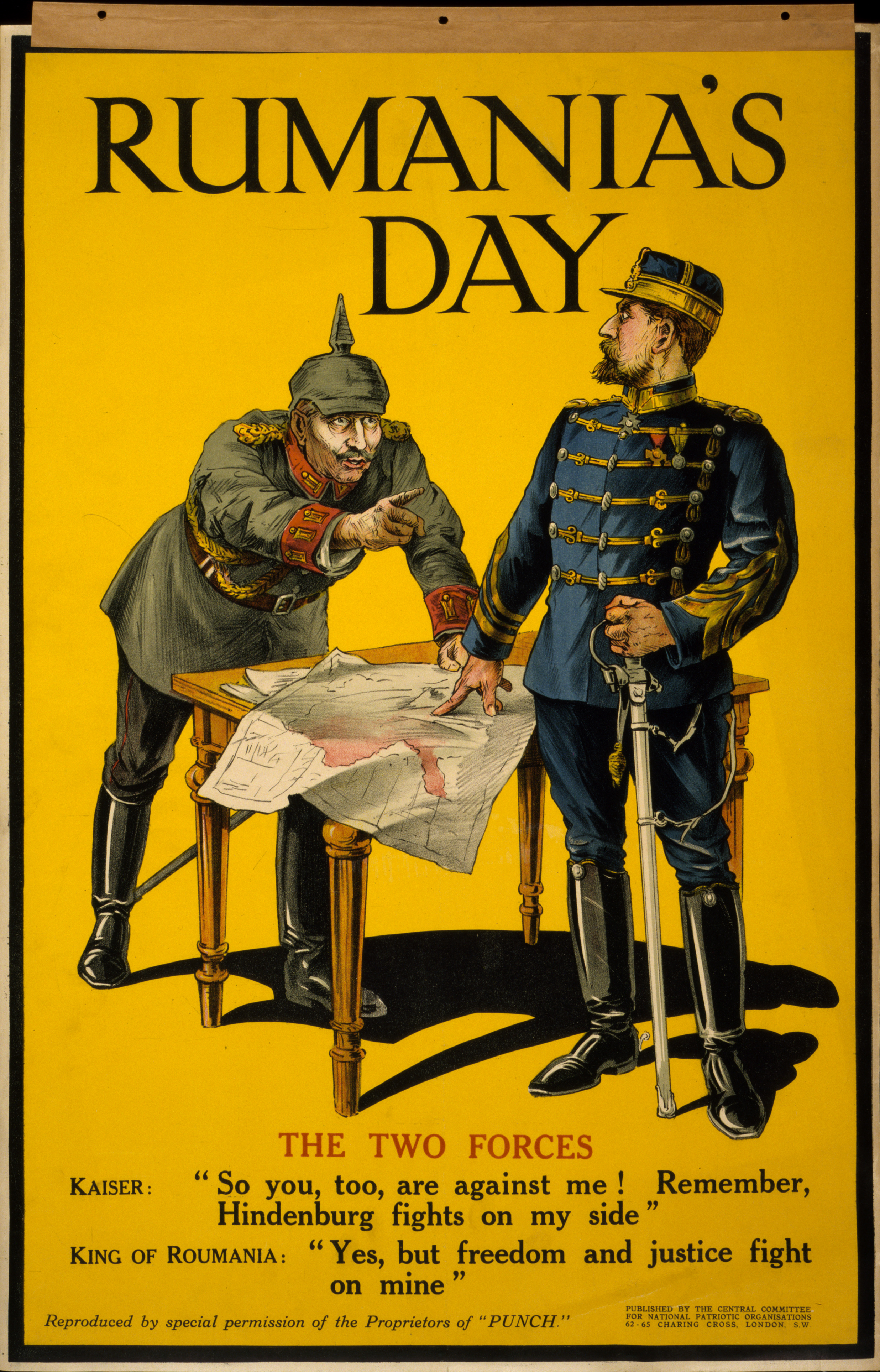
Vilém II. a Ferdinand I. na britském plakátu z války.

### Nástup na trůn a první světová válka
Karel I. zemřel 10. října 1914, aniž stihl za Rumunsko vstoupit do první světové války – podle smlouvy podepsané roku 1883 se tak chystal učinit na straně Trojspolku, resp. Ústředních mocností (proti Rusku). Když ovšem na trůn nastoupil jeho synovec Ferdinand I., i přes své rodové vazby (rod Hohenzollernů vládl Německému císařství) byl toho názoru, aby se jeho země zúčastnila války spíše na straně Dohody, a 27. srpna 1916 do ní takto skutečně vstoupil.
Díky tomu získal Ferdinand I. přezdívku Loyal, jelikož respektoval svou přísahu rumunskému parlamentu z roku 1914: „Budu vládnout jako dobrý Rumun.“ Jejich hlavním přirozeným nepřítelem totiž bylo Rakousko-Uhersko (jedna z Ústředních mocností), na nějž Rumunsko vznášelo rozsáhlé územní nároky na národnostním základě.
Vstup Rumunska do války však ruské protiofenzivě prakticky nepomohl. Fronta se roztáhla do šířky a zastavila. Vojsko Rumunska sice proniklo hluboko do Sedmihradska (tehdy uherského), ale rakousko-německá armáda Rumuny přinutila ustoupit a Ústřední mocnosti obsadily skoro celé Rumunsko, ač v době dobytí Bukurešti (21. listopadu) zemřel rakouský císař František Josef I. Vysílení Rumuni podepsali v 7. května 1918 mír s Německem, protože Rumunsko nebylo schopno bez podpory Ruska pokračovat ve válce, ale po vyřazení Bulharska se Rumunsko 10. října 1918 opět zapojilo do konfliktu na straně Dohody, den před ukončením bojů na západní frontě a měsíc před definitivním koncem války.

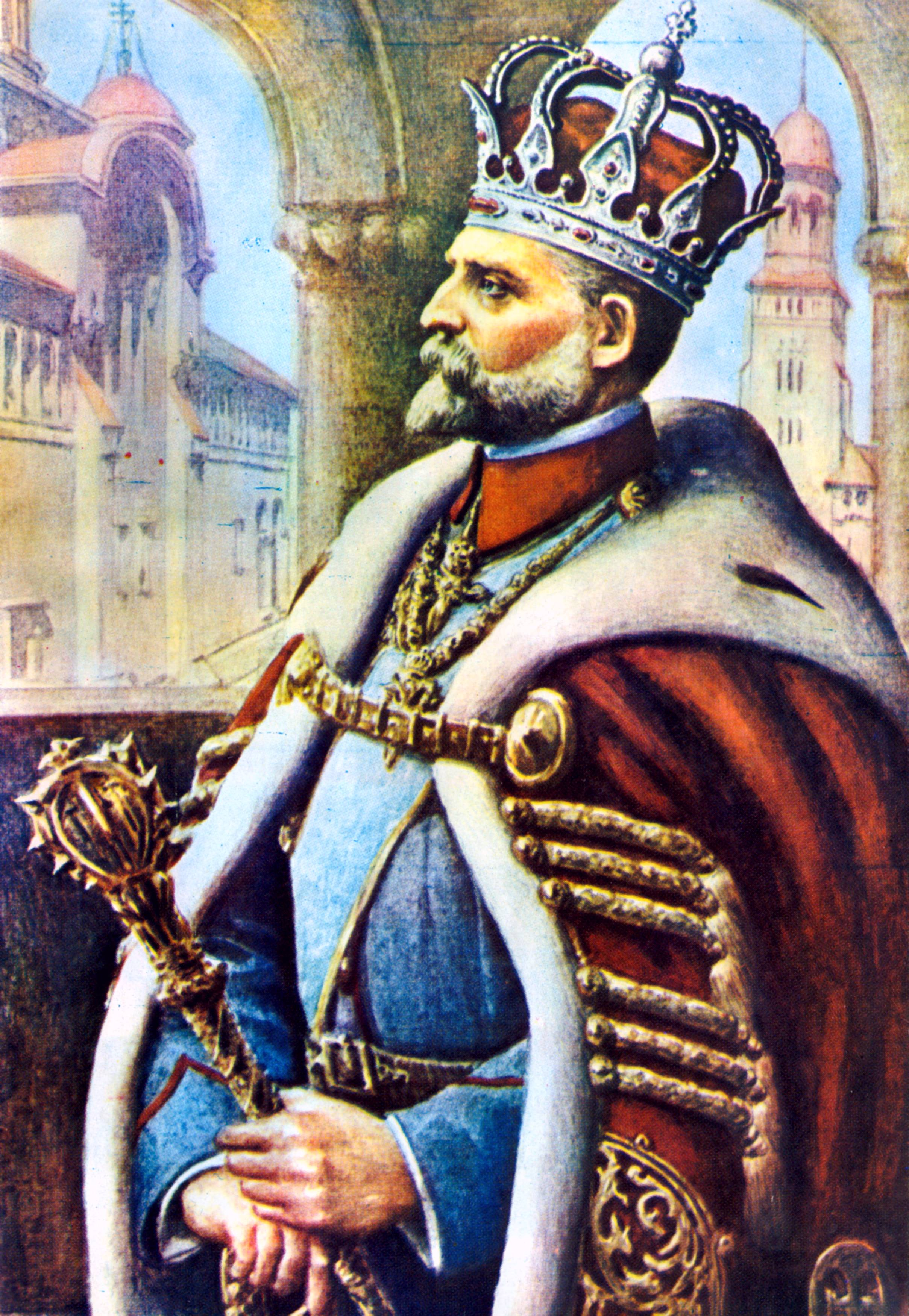
Obraz Ferdinanda během korunovace 15. října 1922.

### Po válce
Po první světové válce byly taktika a úsilí Rumunů odměněny především na Pařížské mírové konferenci, která prostřednictvím dílčích smluv garantovala Rumunsku zisk Besarábie (od Ruska), Bukoviny (od Rakouska) a Transylvánie s Banátem (od Uherska, resp. Maďarska). Ferdinand se tak stal vládcem historicky nejrozsáhlejšího rumunského státu, tzv. Velkého Rumunska. Krátce po válce vedlo Rumunsko společně s Československem a Jugoslávií krátkou válku proti Maďarské republice rad. Rumunská vojska následně obsadila Budapešť, ale po restauraci maďarského království se v listopadu stáhla zpět na smluvně stanovená území (hranice byla potvrzena roku 1920). V již meziválečném klidu byl 15. října 1922 ve velkolepé ceremonii Ferdinand I. korunován rumunským králem na historickém trůnu v Karlově Bělehradě (Alba Iulia) v Sedmihradsku.
Ferdinand I. zemřel 20. července 1927 v královské rezidenci v Sinaii v nedožitých 62 letech na rakovinu. Je pochován v Curtea de Argeș. Na trůn po něm formálně nastoupil jeho šestiletý vnuk Michal I. (legitimní syn Ferdinandova nejstaršího syna Karla, který byl zbaven dědických práv pro svůj nezřízený způsob života), zastupován regentskou radou. Regentská rada měla 3 členy a jedním z nich byl Ferdinandův druhý syn, princ Mikuláš. Roku 1930 se ovšem Karel vrátil do země a dal se prohlásit králem Karlem II.

## Rodina
Ferdinandovou ženou byla Marie Edinburská, kterou si vzal 10. ledna 1893 v Sigmaringenu. Měli 6 dětí, z nichž dvě dcery se provdaly do jiných balkánských monarchií:
- Karel (15. října 1893 – 4. dubna 1953), pozdější rumunský král v letech 1930–1940,
⚭ 1918 Jolana Lambrino (3. října 1898 – 11. března 1953), sňatek anulován v roce 1919
⚭ 1921 Helena Řecká a Dánská (2. května 1896 – 28. listopadu 1982), rozvedli se v roce 1928
⚭ 1947 Magda Lupescu (15. září 1899 – 29. června 1977)
- Alžběta (12. října 1894 – 14. listopadu 1956), rumunská princezna, ⚭ 1921 Jiří II. Řecký (19. července 1890 – 1. dubna 1947), řecký král v letech 1922–1924 a 1935–1947
- Marie (6. ledna 1900 – 22. června 1961), rumunská princezna, ⚭ 1922 Alexandr I. Karađorđević (16. prosince 1888 – 9. října 1934), král Srbů, Chorvatů a Slovinců od roku 1921 až do své smrti
- Mikuláš (5. srpna 1903 – 9. června 1978), rumunský princ
⚭ 1931 Ioana Dumitrescu-Doletti (24. září 1910 – 19. února 1963)
⚭ 1967 Maria Thereza Lisboa Figueira de Mello (10. června 1913 – 30. března 1997)
- Ileana (5. ledna 1909 – 21. ledna 1991), rumunská princezna,
⚭ 1931 Antonín Rakousko-Toskánský (20. března 1901 – 22. října 1987), rozvedli se v roce 1954
⚭ 1954 Stefan Nikolas Issarescu (1906–2002), manželství rozvedeno v roce 1965
- Mircea (3. ledna 1913 – 2. listopadu 1916) – zemřel za první světové války na tyfus[nepřesný odkaz] ve věku necelých čtyř let

Manželství nebylo příliš šťastné a za skutečného otce jeho posledních dvou potomků Ileany a Mircey je považován šlechtic, politik a královnin milenec Barbu Știrbey. Král Ferdinand je však uznával za vlastní.

## Vývod z předků
|                       |                                       |  |                                      |                                         |  |  |  |  |  |  |  | Antonín Alois Hohenzollern-Sigmaringen |
|                       |                                       |  |                                      |                                         |  |  |  |  |  |  |  |                                        |
|                       | Karel von Hohenzollern-Sigmaringen    |  |                                      |                                         |  |  |  |  |  |  |  |                                        |
|                       |                                       |  |                                      |                                         |  |  |  |  |  |  |  |                                        |
|                       |                                       |  |                                      | Amálie Zephyrine ze Salm-Kyrburgu       |  |  |  |  |  |  |  |                                        |
|                       |                                       |  |                                      |                                         |  |  |  |  |  |  |  |                                        |
|                       | Karel Antonín Hohenzollernský         |  |                                      |                                         |  |  |  |  |  |  |  |                                        |
|                       |                                       |  |                                      |                                         |  |  |  |  |  |  |  |                                        |
|                       |                                       |  |                                      | Pierre Murat                            |  |  |  |  |  |  |  |                                        |
|                       |                                       |  |                                      |                                         |  |  |  |  |  |  |  |                                        |
|                       | Marie Antoinette Muratová             |  |                                      |                                         |  |  |  |  |  |  |  |                                        |
|                       |                                       |  |                                      |                                         |  |  |  |  |  |  |  |                                        |
|                       |                                       |  |                                      | Luisa d'Astorg                          |  |  |  |  |  |  |  |                                        |
|                       |                                       |  |                                      |                                         |  |  |  |  |  |  |  |                                        |
|                       | Leopold Hohenzollernský               |  |                                      |                                         |  |  |  |  |  |  |  |                                        |
|                       |                                       |  |                                      |                                         |  |  |  |  |  |  |  |                                        |
|                       |                                       |  |                                      | Karel Ludvík Bádenský                   |  |  |  |  |  |  |  |                                        |
|                       |                                       |  |                                      |                                         |  |  |  |  |  |  |  |                                        |
|                       | Karel Ludvík Fridrich Bádenský        |  |                                      |                                         |  |  |  |  |  |  |  |                                        |
|                       |                                       |  |                                      |                                         |  |  |  |  |  |  |  |                                        |
|                       |                                       |  |                                      | Amálie Hesensko-Darmstadtská            |  |  |  |  |  |  |  |                                        |
|                       |                                       |  |                                      |                                         |  |  |  |  |  |  |  |                                        |
|                       | Josefína Bádenská                     |  |                                      |                                         |  |  |  |  |  |  |  |                                        |
|                       |                                       |  |                                      |                                         |  |  |  |  |  |  |  |                                        |
|                       |                                       |  |                                      | Claude de Beauharnaise                  |  |  |  |  |  |  |  |                                        |
|                       |                                       |  |                                      |                                         |  |  |  |  |  |  |  |                                        |
|                       | Stéphanie de Beauharnais              |  |                                      |                                         |  |  |  |  |  |  |  |                                        |
|                       |                                       |  |                                      |                                         |  |  |  |  |  |  |  |                                        |
|                       |                                       |  |                                      | Adrienne de Lezay-Marnésia              |  |  |  |  |  |  |  |                                        |
|                       |                                       |  |                                      |                                         |  |  |  |  |  |  |  |                                        |
| Ferdinand I. Rumunský |                                       |  |                                      |                                         |  |  |  |  |  |  |  |                                        |
|                       |                                       |  |                                      |                                         |  |  |  |  |  |  |  |                                        |
|                       |                                       |  | František Sasko-Kobursko-Saalfeldský |                                         |  |  |  |  |  |  |  |                                        |
|                       |                                       |  |                                      |                                         |  |  |  |  |  |  |  |                                        |
|                       | Ferdinand Sasko-Kobursko-Gothajský    |  |                                      |                                         |  |  |  |  |  |  |  |                                        |
|                       |                                       |  |                                      |                                         |  |  |  |  |  |  |  |                                        |
|                       |                                       |  |                                      | Augusta Reuss Ebersdorf                 |  |  |  |  |  |  |  |                                        |
|                       |                                       |  |                                      |                                         |  |  |  |  |  |  |  |                                        |
|                       | Ferdinand II. Portugalský             |  |                                      |                                         |  |  |  |  |  |  |  |                                        |
|                       |                                       |  |                                      |                                         |  |  |  |  |  |  |  |                                        |
|                       |                                       |  |                                      | Friedrich Josef Koháry de Csábrág       |  |  |  |  |  |  |  |                                        |
|                       |                                       |  |                                      |                                         |  |  |  |  |  |  |  |                                        |
|                       | Maria Antonia Koháry de Csábrág       |  |                                      |                                         |  |  |  |  |  |  |  |                                        |
|                       |                                       |  |                                      |                                         |  |  |  |  |  |  |  |                                        |
|                       |                                       |  |                                      | Marie Antonie Valdštejnsko-Wartenberská |  |  |  |  |  |  |  |                                        |
|                       |                                       |  |                                      |                                         |  |  |  |  |  |  |  |                                        |
|                       | Antonie Portugalská                   |  |                                      |                                         |  |  |  |  |  |  |  |                                        |
|                       |                                       |  |                                      |                                         |  |  |  |  |  |  |  |                                        |
|                       |                                       |  |                                      | Jan VI. Portugalský                     |  |  |  |  |  |  |  |                                        |
|                       |                                       |  |                                      |                                         |  |  |  |  |  |  |  |                                        |
|                       | Petr I. Brazilský                     |  |                                      |                                         |  |  |  |  |  |  |  |                                        |
|                       |                                       |  |                                      |                                         |  |  |  |  |  |  |  |                                        |
|                       |                                       |  |                                      | Šarlota Španělská                       |  |  |  |  |  |  |  |                                        |
|                       |                                       |  |                                      |                                         |  |  |  |  |  |  |  |                                        |
|                       | Marie II. Portugalská                 |  |                                      |                                         |  |  |  |  |  |  |  |                                        |
|                       |                                       |  |                                      |                                         |  |  |  |  |  |  |  |                                        |
|                       |                                       |  |                                      | František I. Rakouský                   |  |  |  |  |  |  |  |                                        |
|                       |                                       |  |                                      |                                         |  |  |  |  |  |  |  |                                        |
|                       | Marie Leopoldina Habsbursko-Lotrinská |  |                                      |                                         |  |  |  |  |  |  |  |                                        |
|                       |                                       |  |                                      |                                         |  |  |  |  |  |  |  |                                        |
|                       |                                       |  |                                      | Marie Tereza Neapolsko-Sicilská         |  |  |  |  |  |  |  |                                        |
|                       |                                       |  |                                      |                                         |  |  |  |  |  |  |  |                                        |